# Pirata montanoides
Pirata montanoides este o specie de păianjeni din genul Pirata, familia Lycosidae, descrisă de Banks în anul 1892. Conform Catalogue of Life specia Pirata montanoides nu are subspecii cunoscute.